# Sima Tan
Sima Tan (gestorven 110 v.Chr.) was een Chinees astronoom en historicus uit de Han-dynastie. Hij begon de samenstelling van de Shiji, de eerste geschiedenis van China. Dit werk werd voltooid door zijn zoon Sima Qian. 

## Opleiding
Sima Tan was een zoon van Sima Xi (司马喜) en kleinzoon van Sima Wuyi (司马毋懌). Zij kwamen uit een familie die al generaties het hof had gediend als specialisten in astrologie en in kalenderkwesties. Sima Tan kreeg les in astronomie van Tang Du (唐都) en in het Boek der Veranderingen door Yang He (楊何). Verder werd hij onderwezen in het Taoïsme van de Huanglao Dao (黃老道) richting, letterlijk: Weg van de Gele Keizer en de Oude Meester. Dit was een combinatie van Taoïsme, Legalisme en Confucianistische waarden en toonde grote waardering voor de Gele Keizer (Huang Di). Verder speelden magie en het zoeken naar eeuwig leven een grote rol. Deze vorm van Taoïsme was gedurende de eerste eeuw van de Han-dynastie richtinggevend aan het keizerlijk hof.

## Hofastronoom
Sima Tan kwam rond 140 in dienst van keizer Wudi (140-87) als hoofd van de hofastronomen (taishi ling, 太史令, ook wel taishi gong, 太史公, gebruikelijke Engelse vertaling: Prefect of the Grand Scribes, omdat zowel natuurverschijnselen als regeringsdaden werden bijgehouden). In die functie hield hij toezicht op offerplechtigheden en op de kalender, had de zorg voor de keizerlijke bibliotheek en behandelde astrologische vragen. Vooral die laatste taak was belangrijk, daar er bij veel regeringszaken werd beslist op basis van de positie van sterren of van verschijnselen als zons- en maansverduisteringen. 
Hij adviseerde de keizer om in eigen persoon offers te gaan brengen aan Houtu, de god(in?) van de aarde. Dit gebeurde voor het eerst in 113 op een speciaal daarvoor gebouwd altaar in Fenyin (het huidige Wanrong, in Yuncheng, provincie Shanxi). In 112 werd het advies overgenomen dat de keizer het Feng shan-offer (封禪) zou gaan brengen. Dit was een offer aan de hemel en de aarde dat door de keizer in eigen persoon diende te worden verricht op de heilige berg Taishan, in het huidige Shandong. Toen keizer Wudi in 110 de reis ondernam, was Sima Tan echter te ziek om de plechtigheden te kunnen bijwonen.

## Bibliothecaris
Als hoofd van de keizerlijke bibliotheek was Sima Tan begonnen met het verzamelen en beschrijven van de geschiedenis van "de verlichte heersers en de waardige heren, de trouwe vazallen en de rechtschapen mannen" (Shiji, juan 130), naar het voorbeeld van het Commentaar van Mijnheer Zuo op de Lente- en Herfstannalen. Toen Sima Tan zijn einde voelde naderen legde hij zijn zoon Sima Qian de taak op het door hem begonnen werk te voltooien. Sima Qian werd in 108 v.Chr. benoemd tot taishi ling als opvolger van zijn in 110 gestorven vader. Zo kon hij voldoen aan diens wens en werd aldus de uiteindelijke samensteller van de Shiji. Er kan niet meer worden achterhaald welke delen door Sima Tan en welke delen door zijn zoon zijn samengesteld.
In de Shiji heeft Sima Qian een notitie van zijn vader opgenomen waarin hij een schets geeft van de ideeën van zes filosofische "scholen" (jia, 家), zonder dat hij daar namen van filosofen of geleerden bij vermeldde. De zes door Sima Tan genoemde richtingen waren: Yinyang, Ru, Mo, Fa, Ming (名, namen) en Dao. Later zijn daar door Liu Xin (46 v.Chr. - 23 na Chr.) nog vier "scholen" aan toegevoegd. Deze indeling werd later in nog uitgebreidere vorm opgenomen in het classificatiesysteem van de traditionele onderverdeling van de Chinese literatuur in vier categorieën.